# Weingartia
Weingartia és un gènere de la família de les cactàcies, amb les espècies natives a Bolívia i l'Argentina.

## Distribució
A la serralada dels Andes del centre i sud de Bolívia i nord-oest de l'Argentina a elevacions de 1600 a 3600 m.

## Descripció
Les plantes solen ser solitàries. Les tiges són globoses a oblongues, a 20 cm d'alçada i 15 cm, rarament de 30 cm de diàmetre, de color verd fresc. Les costelles 12-18, en espiral, formant diferents tubercles. Les arèoles en el tubercle en posició excèntrica, enfonsades en la seva part superior. Les espines més robustes i gruixudes, de 7 a 35 en una arèola, espines radials d'1 a 3 cm de longitud, espines centrals de 3 a 4 cm, fins a 5 cm de longitud. Les flors neixen a prop de les puntes de la tija, una arèola pot produir fins a 3 flors, de color groc daurat a taronja o groc vermellós, d'1 a 3 cm de diàmetre. Les escames florals de tub amples i imbricades. Els fruits són globosos a ovoides, de color marró. Les llavors són oblongues, d'1 mm de llarg, negres o marrons.

## Taxonomia
El gènere Weingartia va ser designat el 1937 per Werdermann per reemplaçar el gènere no vàlid Spegazzinia Backeberg 1933. Totes les espècies del gènere Weingartia van ser transferides a un estat de sinonímia sota el gènere Rebutia (Hunt & Taylor, 1990; Hunt, 1999, Anderson 2001). Investigacions més recents han indicat que el gènere Rebutia tal com es defineix actualment és polifilètic. Sulcorebutia i Weingartia es van mantenir com a gèneres separats en l'estudi; Es mostra a continuació un cladograma resum de les espècies estudiades.
|  | Rebutia I (R. pseudodeminuta, R. fiebrigii, R. deminuta, R. pygmaea, R. steinmannii and R. einsteinii) |
|  | |
|  | Altres gèneres                                                                                         |
|  | |

|  | \| \| Browningia candelaris \| \| \| \| \| \| Rebutia II (R. minuscula i R. padcayensis) \| \| \| \| |
|  | |
|  | Sulcorebutia, Weingartia i Cintia                                                                    |
|  | |
|  | Browningia candelaris                                                                                |
|  | |
|  | Rebutia II (R. minuscula i R. padcayensis)                                                           |
|  | |

|  | Browningia candelaris                      |
|  |                                            |
|  | Rebutia II (R. minuscula i R. padcayensis) |
|  |                                            |

|  | \| \| Browningia candelaris \| \| \| \| \| \| Rebutia II (R. minuscula i R. padcayensis) \| \| \| \| |
|  | |
|  | Sulcorebutia, Weingartia i Cintia                                                                    |
|  | |
|  | Browningia candelaris                                                                                |
|  | |
|  | Rebutia II (R. minuscula i R. padcayensis)                                                           |
|  | |

|  | Browningia candelaris                      |
|  |                                            |
|  | Rebutia II (R. minuscula i R. padcayensis) |
|  |                                            |

|  | Rebutia I (R. pseudodeminuta, R. fiebrigii, R. deminuta, R. pygmaea, R. steinmannii and R. einsteinii) |
|  | |
|  | Altres gèneres                                                                                         |
|  | |

|  | \| \| Browningia candelaris \| \| \| \| \| \| Rebutia II (R. minuscula i R. padcayensis) \| \| \| \| |
|  | |
|  | Sulcorebutia, Weingartia i Cintia                                                                    |
|  | |
|  | Browningia candelaris                                                                                |
|  | |
|  | Rebutia II (R. minuscula i R. padcayensis)                                                           |
|  | |

|  | Browningia candelaris                      |
|  |                                            |
|  | Rebutia II (R. minuscula i R. padcayensis) |
|  |                                            |

|  | \| \| Browningia candelaris \| \| \| \| \| \| Rebutia II (R. minuscula i R. padcayensis) \| \| \| \| |
|  | |
|  | Sulcorebutia, Weingartia i Cintia                                                                    |
|  | |
|  | Browningia candelaris                                                                                |
|  | |
|  | Rebutia II (R. minuscula i R. padcayensis)                                                           |
|  | |

|  | Browningia candelaris                      |
|  |                                            |
|  | Rebutia II (R. minuscula i R. padcayensis) |
|  |                                            |

Les espècies classificades anteriorment com a Weingartia, Sulcorebutia i Cintia Kníže & Říha mostren una estreta relació entre elles. El grup més gran d'espècies de Rebutia estudiades, les que tenen pericarpels peluts o estarrufats, formen un clade separat, més distantment relacionat (Rebutia I). Es suggereix que aquests siguin exclosos del gènere Rebutia.

## Llista d'espècies
Llista d'espècies acceptades per The Plant List Org.
Weingartia fidaiana (Backeb.) Werderm.
Weingartia kargliana Rausch
Weingartia lanata F. Ritter
Weingartia neocumingii Backeb.
Weingartia neumanniana (Backeb.) Werderm.
Weingartia westii (Hutchison) Donald

### Primera llista de descripció
| Subgènere Weingartia Grup Weingartia fidaiana (Backeberg) Werdermann 1937 Weingartia cintiensis Cardenas 1958 Weingartia leocoriensis Cardenas 1964 Weingartia vilcayensis Cardenas 1964 Weingartia (under Gymnocalycium) westii Hutchison 1957 Grup Weingartia neumanniana (Backeberg) Werdermann 1937 Weingartia kargliana Rausch 1979 Weingartia pygmaea F. Ritter 1980 | Subgènere Cumingia Weingartia neocumingii Backeberg 1950 (syn. W. cumingii (Back.) Werd. 1937) Weingartia attenuata F. H. Brandt 1985 Weingartia brachygraphisa F. H. Brandt 1977 Weingartia buiningiana F. Ritter 1980 Weingartia callecallensis F. H. Brandt 1981 Weingartia chuquichuquiensis F. H. Brandt 1983 Weingartia columnaris F. H. Brandt 1986 Weingartia erinacea F. Ritter 1961 Weingartia flavida F. H. Brandt 1981 Weingartia gracilispina F. Ritter 1980 Weingartia hediniana Backeberg 1950 Weingartia knizei F. H. Brandt 1977 Weingartia lanata F. Ritter 1961 Weingartia longigibba F. Ritter 1961 Weingartia mairanana F. H. Brandt 1983 Weingartia mataralensis F. H. Brandt 1984 Weingartia miranda F. H. Brandt 1986 Weingartia multispina F. Ritter 1961 Weingartia neglecta F. H. Brandt 1983 Weingartia pilcomayensis Cardenas 1964 Weingartia platygona Cardenas 1964 Weingartia pulquinensis Cardenas 1951 Weingartia riograndensis F. Ritter 1961 Weingartia saetosa F. H. Brandt 1980 Weingartia saipinensis F. H. Brandt 1982 Weingartia sucrensis F. Ritter 1961 Weingartia trollii Oeser 1978 |